# 자동차 경주

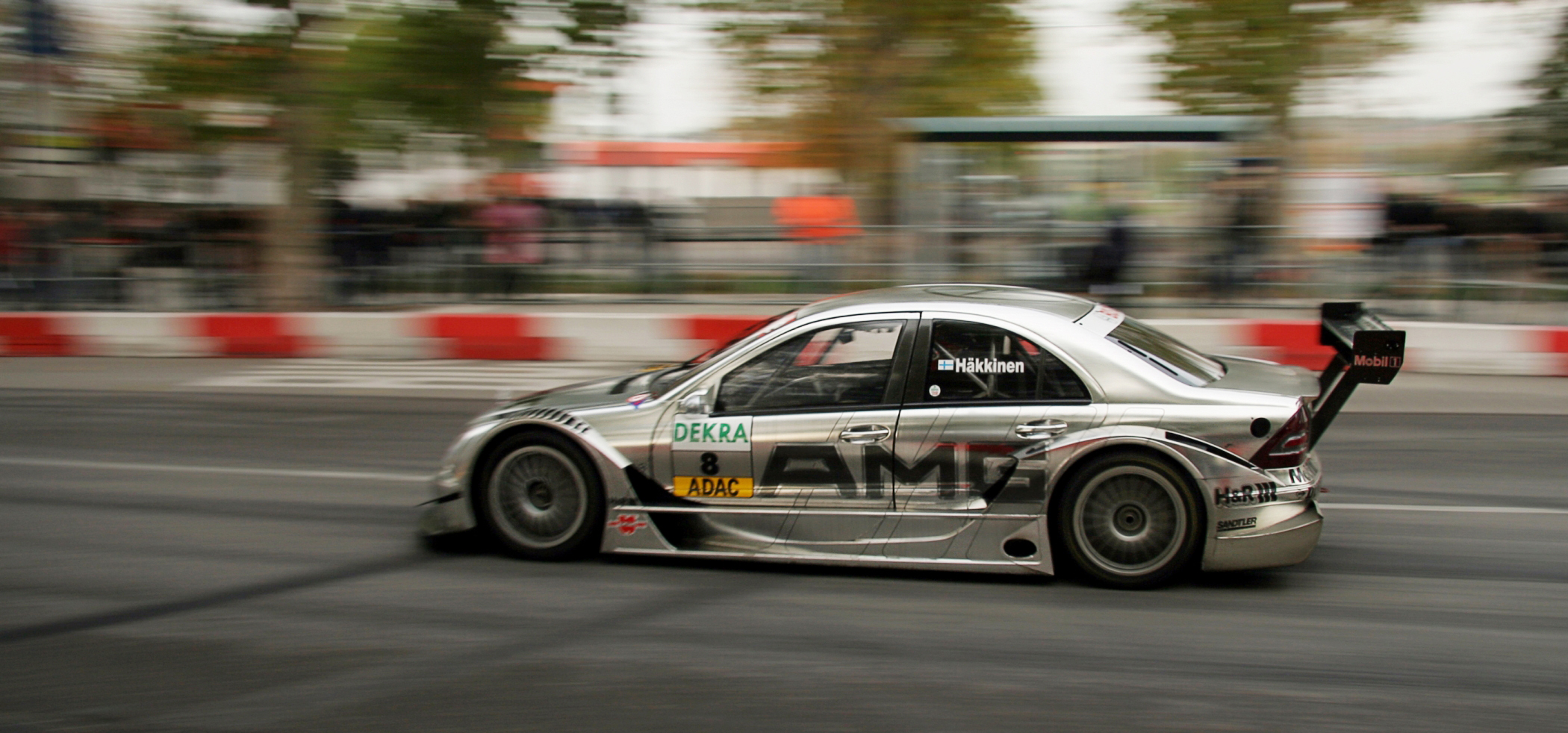
트랙을 달리는 자동차의 모습.

자동차 경주(自動車競走, 영어: auto racing, car racing)는 자동차를 이용해 경주를 하는 스포츠 중 하나이다. 대회마다 규정이 상이하며 우승자를 가려내는 방법도 천차만별이다. 정해진 구간이나 코스를 가장 빨리 완주하거나 특정 시간 동안 가장 먼 거리를 이동한 쪽이 우승하는 경우가 가장 많고, 정해진 코스를 가장 적은 연비로 완주한 쪽이 우승하는 대회도 있다.

## 자동차 경주의 역사

### 탄생
자동차 경주는 휘발유로 움직이는 자동차가 탄생했을 때부터 시작되었다고 보는 것이 일반적이다. 1894년 6월 22일, 프랑스 일간지인 르 프티 주르날(프랑스어: Le Petit Journal)은 가장 우수한 성능을 내는 신뢰성 테스트를 하는 시합을 개최하였다. 파리-루앙 구간을 안전하면서도 최소의 연료 소비로 완주한 운전자와 팀 원들에게 5,000 프랑의 상금이 주어진 최초의 자동차 경주였다.
그리고 일 년 후인 1895년, 프랑스 파리에서 보르도까지 달리는 최초의 실질적인 자동차 경주가 개최되었다. 최초로 결승점을 통과한 선수는 48시간 48분을 기록한 에밀 르바소르(프랑스어: Émile Levassor)였으나 그가 운전한 자동차가 4인승이 아닌 2인승 자동차여서 규정 미달로 실격 처리되었다. 국제적으로는 19세기 마지막 해였던 1900년, 프랑스 자동차 클럽(French automobile club, ACF)이 개최한, 고든 베넷 컵을 놓고 겨루는 경기가 최초의 국제 자동차 경주 대회였다. 고든 베넷은 미국의 신문사인 뉴욕 헤럴드의 소유주로 고든 베넷 컵 대회 후원자였다.
미국에서도 1895년 미국 최초의 자동차 경주가 일리노이주 시카고에서 열렸다. 87.48킬로미터(54.36마일)를 달리는 경주였는데, 프랭크 듀리에(Frank Duryea)가 10시간 23분으로 우승을 차지하였다. 그러나 실질적인 자동차 경주는 1904년 10월에 개최된 밴더빌트 컵(Vanderbilt Cup) 대회였다. 밴더빌트는 고든 베넷 컵 대회에서 모국인 미국의 역부족을 실감하고 미국 자동차 기술수준을 높이기 위해 미국 자동차 협회(American Automobile Association, AAA)를 후원하여 뉴욕 롱아일랜드에서 이 대회를 개최했다.

### 도시 간 경주
자동차 경주 대회에 있어서 프랑스의 영향력은 대단했다. 특히 도시 간 경주(City to city racing)는 프랑스에 의해 주도된 경주였다. 심지어 프랑스 자동차 클럽이 프랑스와 유럽의 주요 도시 간 경주를 하는 국제 대회를 개최했었지만, 대부분 파리가 출발점이거나 결승점이었을 정도였다.
그러나 1903년, 파리발 마드리드행 경주에서 많은 사고가 발생하여 마르셀 르노(Marcel Renault)를 비롯한 8명의 사망자가 발생했다. 결국 프랑스 정부가 보르도에서 이 대회를 중지시켰고, 일반 도로에서의 자동차 경주를 금지시키는 조치를 취하게 되었다.

### 1910년에서1950년까지

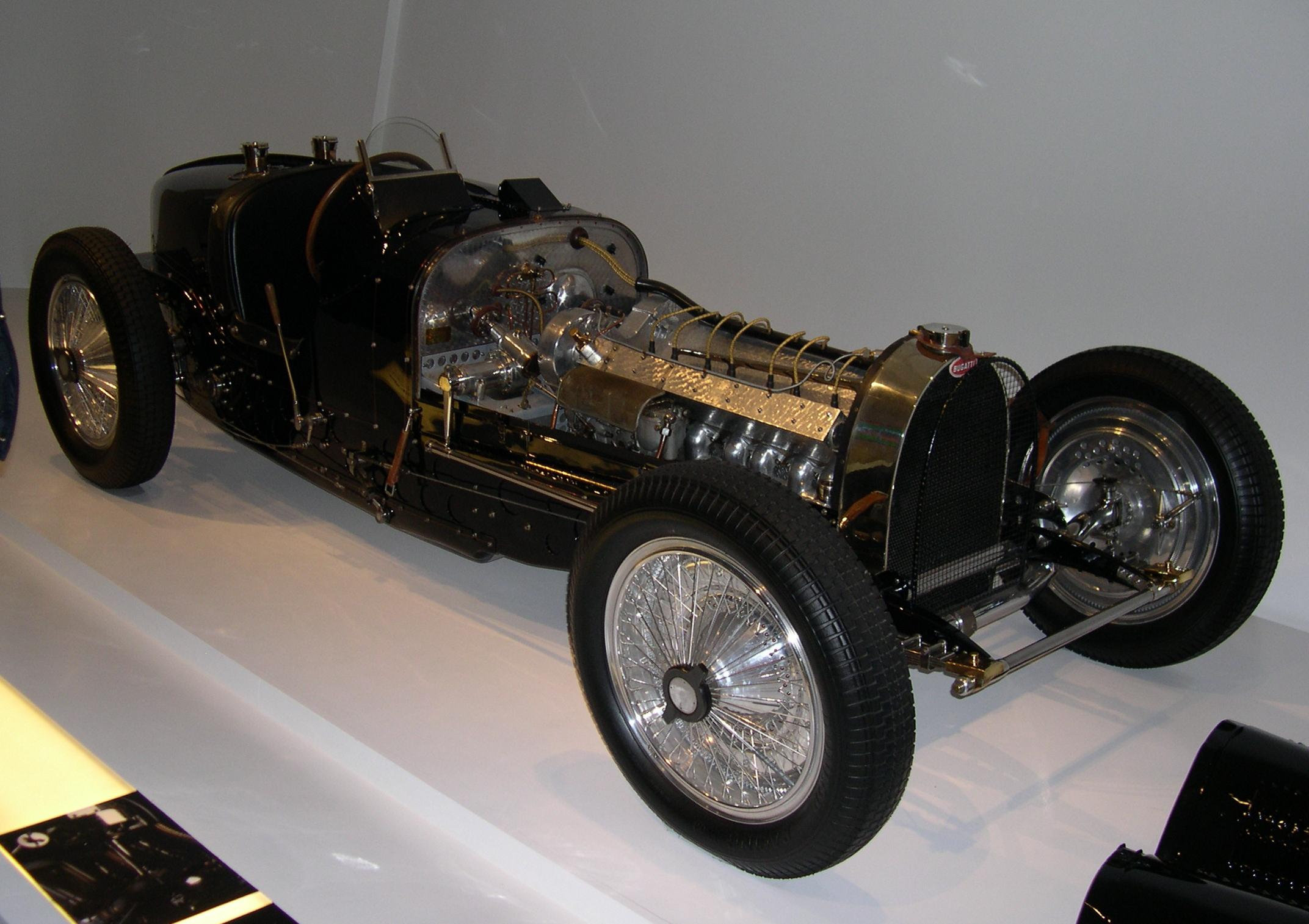
1933년그랑프리 대회에서의 부가티 타입 59(Bugatti Type 59)

1930년대는 경주용 차량의 급격한 변화는 고급 자동차로부터 시작되었다. 612마력(HP)의 엔진을 가진 들라주(Delage), 아우토 우니온, 메르세데스 벤츠, 들라이예, 그리고 부가티와 같은 고급 자동차가 자동차 경주 대회에서 주류를 이루기 시작했고, 여러 개의 슈퍼차저가 장착되기도 했다. 1928년-1930년부터 다시 1934년-1936년에 허용된 경주용 자동차의 최대 중량은 750킬로그램이었다. 이후 알루미늄 합금이 광범위하게 사용되어 차량의 중량이 가벼워졌다. 메르세데스 벤츠는 차량 중량의 제한을 피하기 위해 페인트를 칠하지 않았는데, 이때 알루미늄 합금의 색이 그대로 드러나는 바람에 유명한 실버 애로우 앰블런이 탄생하게 되었다.

### 대한민국의 자동차 경주 역사
대한민국 최초의 자동차 경주 대회는 1982년에 서울 [[잠실]에서 16대가 참가하여 개최된 한국 자동차 경주 대회였으나 본격적인 자동차 경주 대회는 18대가 참가한 1987년 진부령에서 용평까지를 주행하는 랠리 경주 대회가 최초였다. 이 대회에서 박권춘이 우승을 차지했다. 그리고 같은 해 영종도에서 포장도로 경주가 열리면서 자동차 경주에 대한 일반인들의 관심이 높아졌다. 2001년에는 대한민국 최대 규모로 발전한 GT 챔피언십 대회가 열리기도 했다.

## 자동차 경주의 종류

### 일인승 경주

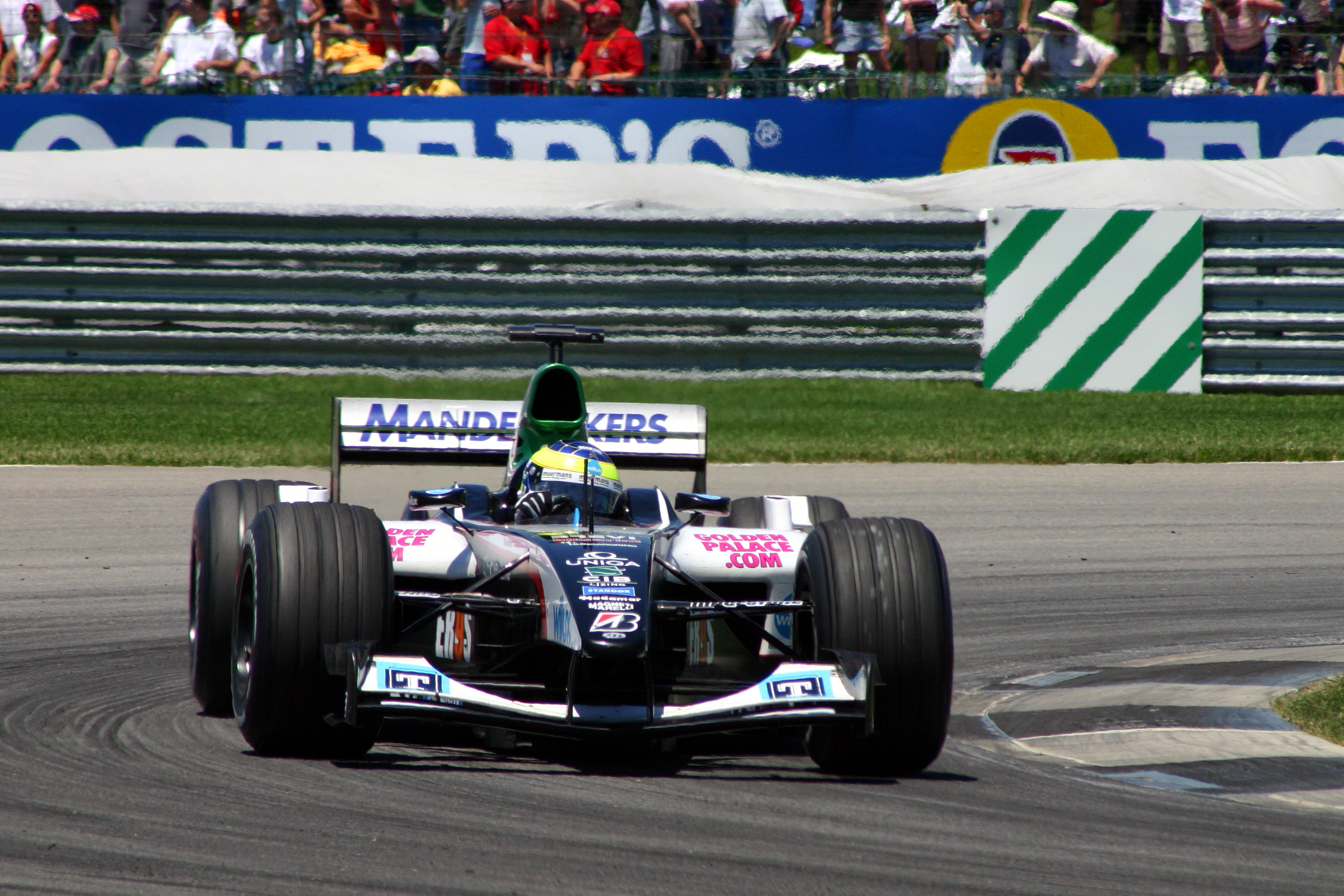
일인승 경주용 자동차인 F1 자동차

일인승 경주(Single-seater racing)은 고속 주행이 가능하도록 특별히 설계된 자동차를 이용한 대표적인 자동차 경주이다. 오픈휠(Open-wheel) 경주라고도 부른다. 일인승 경주에 사용되는 자동차는 덮게가 없는 휠(wheel)을 사용하고, 항공기에 주로 사용되는 에어포일 날개를 앞뒤에 장착해 차량이 아래쪽으로 힘을 받게 하여 노면 접지력을 향상시키는 형태를 가지고 있다.
일인승 경주는 주로 특별히 설계된 전용 경주장에서 열리지만, 특별한 경우 일반 도로를 막고 열리기도 한다. 미국에서 열리는 많은 일인승 경주는 타원형 경주장에서 열리고 인디카 경주는 거의 거의 대부분 타원형 경주장에서 열린다.
가장 유명한 일인승 경주는 포뮬라 원 자동차 경주이다. 포뮬라 원은 주요 자동차 제조 회사와 자동차 자동차 엔진 제조 회사들이 기술과 운전 기술을 겨루는 대표적인 자동차 경주이다. 이 때문에 포뮬라 원은 가장 돈이 많이 드는 스포츠로 한 팀의 운영비용은 일 년에 2천억원을 넘는다. 그럼에도 불구하고 포뮬라 원은 자동차 경주 대회의 최고봉이고, 포뮬라 원 자동차 좌석에 앉는 것이야말로 자동차 경주 운전자들의 최대 영광일 것이다.
포뮬라 원 이외의 다른 일인승 경주로는 현재 포뮬라 원과 같은 세계 1급 클래스인 미국 주도의 CHAMPCAR, IRL, 이들 1급으로 가기 위한 바로 아래 클래스인 GP2와 세계 3급에 해당하는 포뮬라 3, 그리고 루키들의 클래스인 포뮬라 르노, 포뮬라 BMW가 있으며 포뮬라의 전 세계 국가 대항전인 A1 그랑프리가 있다.
작고 저가의 자동차에 작은 경주로를 달리면 경주를 하는 카트 경주도 일인승 경주이지만, 성격이 달라 다르게 분류되어 있다. 그러나 유명한 자동차 경주 운전자는 그들의 운전 인생을 카트에서 시작한 사람들이 많다.

### 랠리 경주

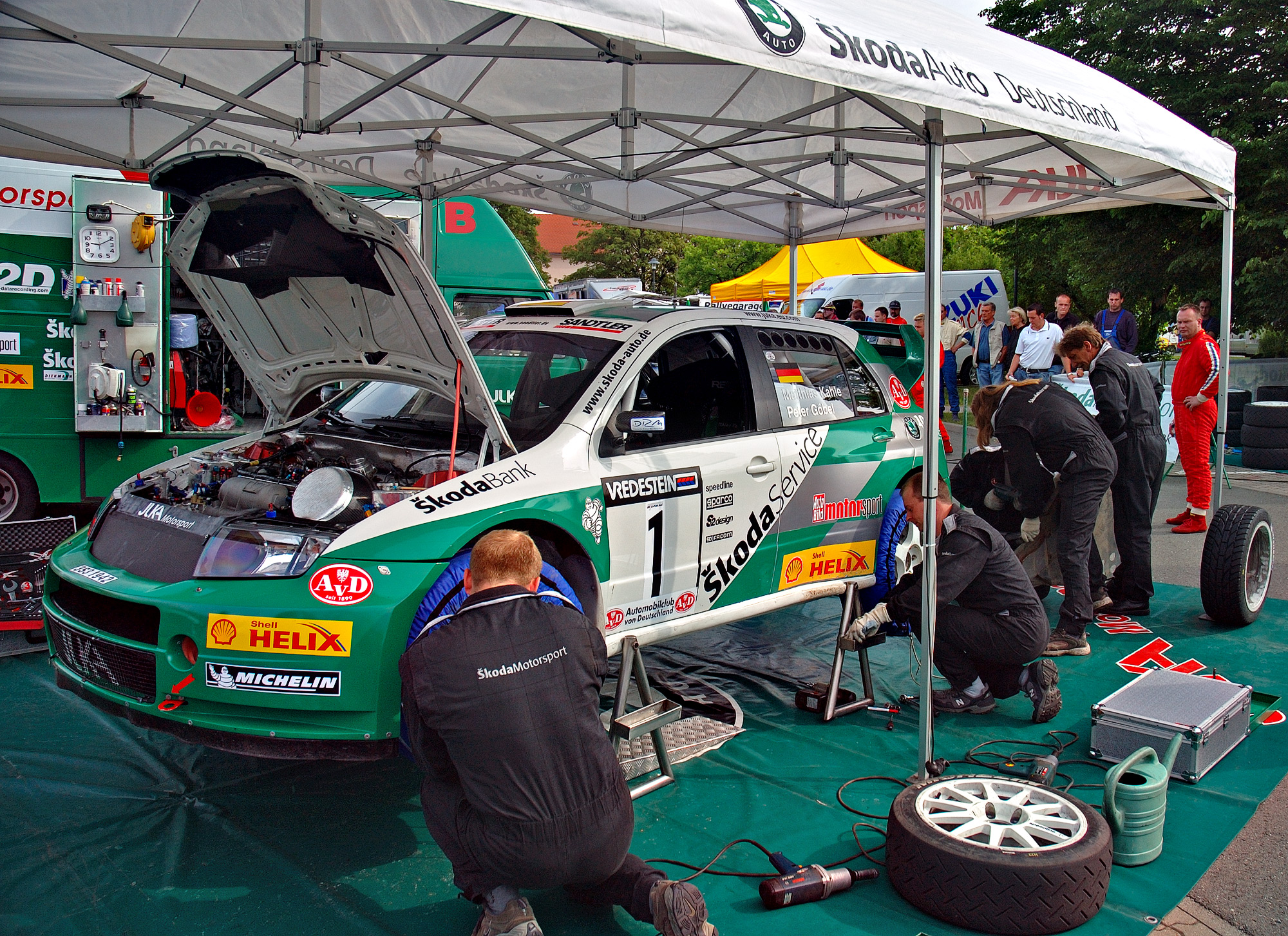
랠리 경주 중 점검을 받고 있는 스코다 파비아 WRC 01

랠리(Rallying) 경주는 일반 시판용 자동차를 개조해 폐쇄된 일반 도로나 비포장 도로의 여러 지점을 달리는(rally) 경주이다. 각 참가 자동차들은 출발 지점에서 일정한 간격으로 각각 출발한다. 또한 다른 자동차 경주와는 달리 보조선수를 탑승시키는데, 이들은 페이스 노트(pacenote)를 사용하여 운전선수에게 최단 거리의 랠리 코스를 알려줌으로 네비게이터라고도 부른다. 랠리 경주 중에는 운전선수와 보조선수와의 의사소통이 어렵기 때문에 보통 인터콤 시스템을 사용하여 자세한 랠리 코스 정보를 빠르게 전달해 준다.
경주는 각 구간마다 소요된 시간을 종합해 최소 시간이 걸린 참가자가 우승하는 방식이다.
가장 유명한 랠리 경주 대회로는 월드 랠리 챔피언십(WRC)이 있지만, 세계 여러 곳에서 지역 선수권 대회와 국가 선수권 대회가 많이 열리고 있다. 유명한 랠리 경주 대회로는 몬테 카를로 랠리와 랠리 아르헨티나, 파리-다카르 랠리 등이 있다. 이 외에도 아마추어 운전선수들이 참가할 수 있는 클럽 수준의 수많은 랠리 경주 대회가 있어 자동차 경주의 풀뿌리 역할을 담당하고 있다.

### 빙판길 경주

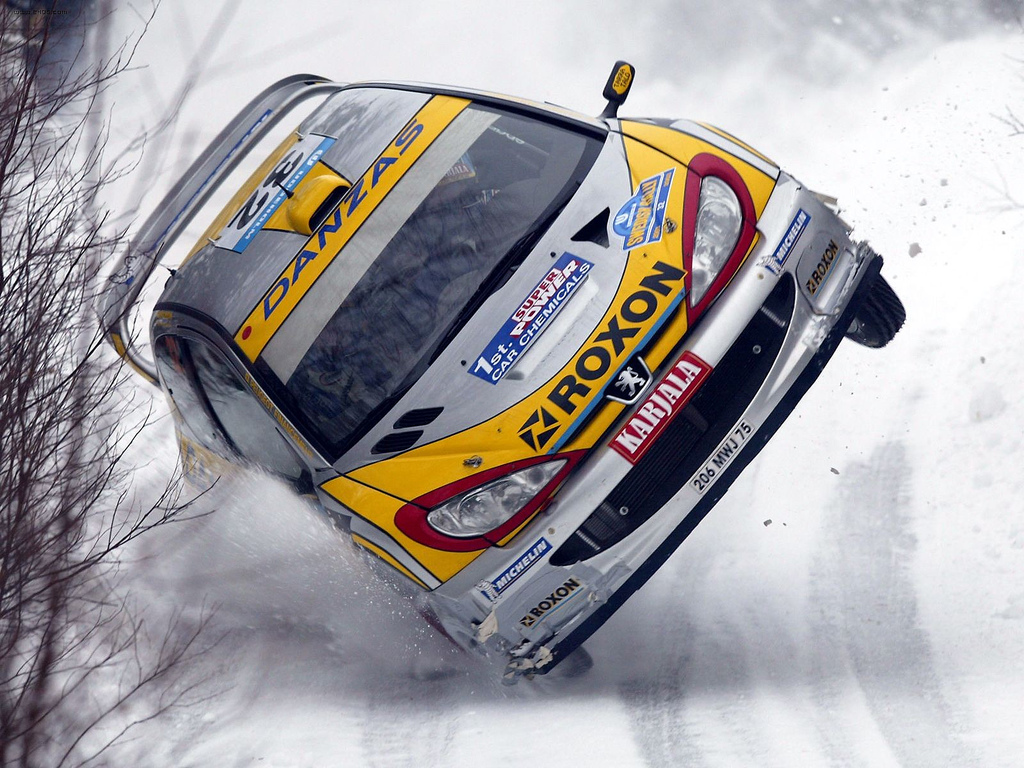

빙판길 경주는 자동차를 이용해 얼어 붙은 호수나 강, 또는 바닥이 얼은 공터에서 경주를 하는 자동차 경주이다. 때문에 추운 날씨가 관건이 되는데, 이 경주 대회는 캐나다나 미국 북부, 북유럽에서 많이 열리고 있다.

### 투어링 자동차 경주
투어링 경주(Touring car)는 일반 시판용 자동차를 개조해 참가하는 자동차 경주이다. 투어링 자동차 경주는 참가한 투어링 자동차간의 속도 격차가 적고, 많은 자동차가 그리드에 정렬하여 출발하기 때문에 박진감 넘치는 경주가 자주 펼쳐진다.
오스트레일리아의 V8 슈퍼카, 독일의 독일 투어링카 마스터즈(DTM), 그리고 월드 투어링카 챔피언십이 주요 투어링 자동차 경주 대회이다. 이 외에도 스포츠 카 클럽 아메리카(Sports Car Club of America)의 스피드 월드 챌린지(SPEED World Challenge)는 북미 지역에서 주로 개최되고 있고 유서 깊은 브리티시 투어링카 챔피언십(BTCC)은 영국에서 개최되고 있다. 일본의 경우 슈퍼 GT(구 JGTC. 2005년 명칭변경)이 개최되고 있는데, 독일 투어링카 마스터즈와 브리티시 투어링카 챔피언십, 그리고 슈퍼 GT를 세계 3대 투어링 자동차 경주 대회라 부른다.

### 스톡 자동차 경주

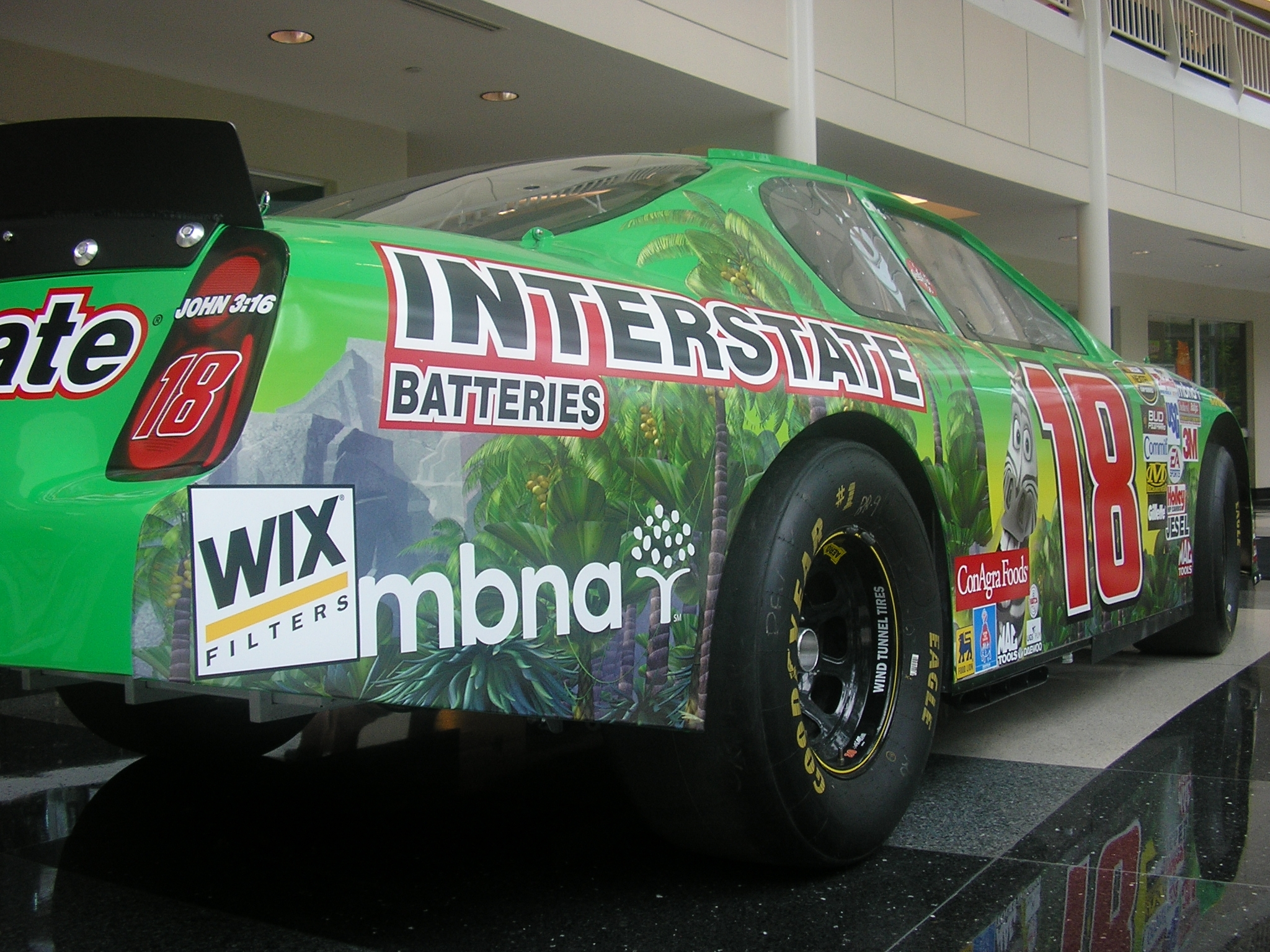
NASCAR 넥스텔 컵 스톡 자동차

스톡 자동차(Stock car) 경주는 투어링 자동차 경주를 미국식으로 변형한 자동차 경주이다. 보통 타원형 포장 경주로에서 경주를 벌인다. 스톡 자동차는 일반 시판 차량과 거의 같지만, 실제로는 규격 면에서 특별히 제작된 경주용 자동차이다.
주요 스톡 자동차 경주 대회로 전미 스톡 자동차 경주 협회(NASCAR)에서 주최하는 NASCAR 대회가 있다. 이 대회는 데이토나 500과 올스테이트 400과 함께 가장 유명한 스톡 자동차 경주 대회이다.

### 드래그 경주

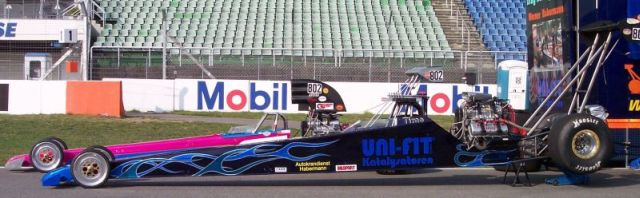
드래그스터 자동차

드래그(Drag) 경주는 보통 400미터(0.25마일)의 직선 도로를 가장 빠른 시간 내에 도달하는 자동차 경주이다. 사용되는 자동차는 일반 자동차부터 특수 제작한 드래그스터(dragster)까지 매우 다양하다. 속도와 주파 시간 역시 자동차의 급에 따라 다양하다. 일반 자동차의 경우 400미터를 15초에 주파할 수 있으며, 탑 퓨얼 드래그스터(Top Fuel Dragster, TF)의 경우 4.5초에 주파하고 최고 속도는 시속 530킬로미터(시속 330마일)에 달한다. 드래그 경주는 1950년대 초 핫 로드의 편집장이었던 월리 파크(Wally Parks})가 주도했고, 이 후 NHRA(National Hot Rod Association)이 뒤를 이어 드래그 경주 대회를 주도했다. NHRA는 불법적인 일반도로 경주와 드래그 경주를 구별하는 작업을 진행하기도 했다.
탑 퓨얼 드래그스터가 최고 시속 530킬로미터로 주행하기 때문에 최고 시속 시에는 중력이 4.54지(g)로 작용하고, 자동차를 멈출 때는 낙하산이 펴지면서 4지(g) 중력이 작용한다.
드래그 경주는 미국 내에서는 매우 인기있는 자동차 경주 종목 중 하나이다.

### 스포츠 자동차 경주

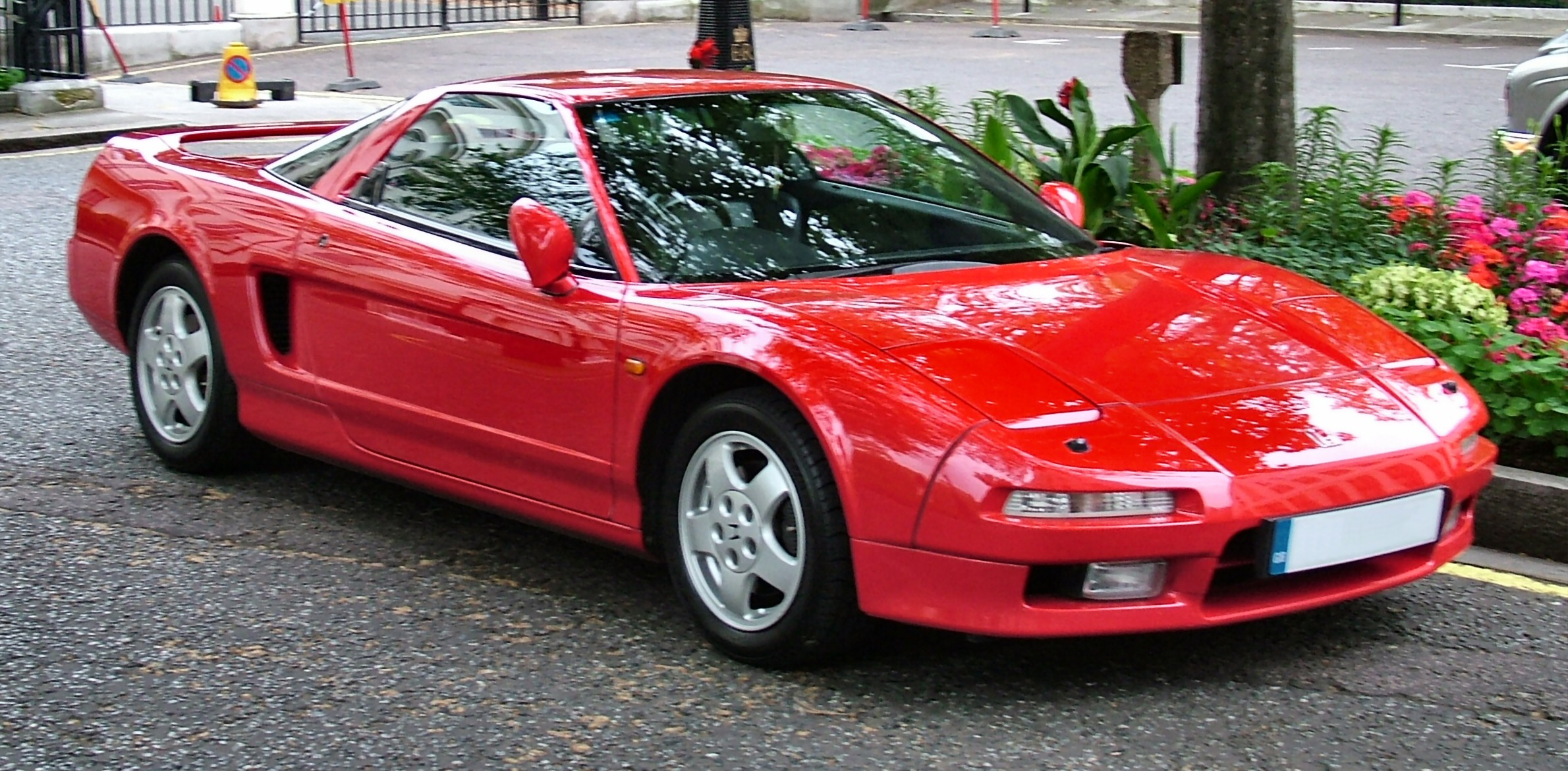
혼다 NSX 스포츠 자동차

스포츠 자동차(Sports car) 경주는 일반 시판용 스포츠 자동차나 일반 차량의 외형에 경주용 자동차의 성능을 내도록 특수 제작된 프로토타입 스포츠 자동차를 이용해 폐쇄된 주행로에서 승부를 가리는 자동차 경주이다. 경주는 적어도 1,000킬로미터의 긴 거리를 주행하도록 하여 내구성 경쟁도 하게 되는데, 이 때문에 두 명 혹은 세 명 이상의 운전자가 한 팀이 되어 교대로 경주를 한다. 일반 시판용 자동차와 스포츠 경주용 프로토타입의 성능에는 많이 차이가 있기 때문에 스포츠 경주 대회에는 다양한 등급의 경주가 있다. 예컨대 미국의 아메리칸 르망(American Le Mans) 대회는 1999년에 시작되었는데, GT 등급, GTS 등급, 그리고 프로토타입 등급의 경주가 있다. 르망에 기초한 또 다른 대회로 2004년부터 시작된 르망 내구 시리즈가 있다. 이 대회에서는 유럽의 경주로에서 네 번의 1,000킬로미터 경주를 벌인다.
가장 유명한 스포츠 자동차 경주 대회로는 르망 24시, 데이토나 24시, 그리고 세블링 12시 등이 있다.

### 비포장 도로 경주
비포장(Offroad) 도로 경주는 자동차 경주만을 의미하지는 않는다. 자동차를 포함해 특별하게 개조된 육상 운송 차량이면 모두 비포장 도로 경주를 할 수 있으므로 매우 다양한 경주 등급이 있다. 미국에서는 바자 1000(Baja 1000)과 같은 대회가 사막에서 자주 개최된다. 유럽에서는 비포장 도로 경주의 개념이 미국과는 달리 황무지 주행 자동차 경주의 뜻으로 사용되고, 파리-다카르 랠리나 마스터 랠리(Master Rallye)와 같은 사막 주행 경주와 랠리 자동차 경주는 크로스 컨트리 자동차 랠리 경주(Cross-Country Rallies)라 부른다.
미국 크로스 컨트리 자동차 경주(autocross)나 황무지 주행 자동차 경주(rallycross), 그리고 랠리 자동차 경주(rallying)와 같은 개념으로 사용된다.

### 카트 경주

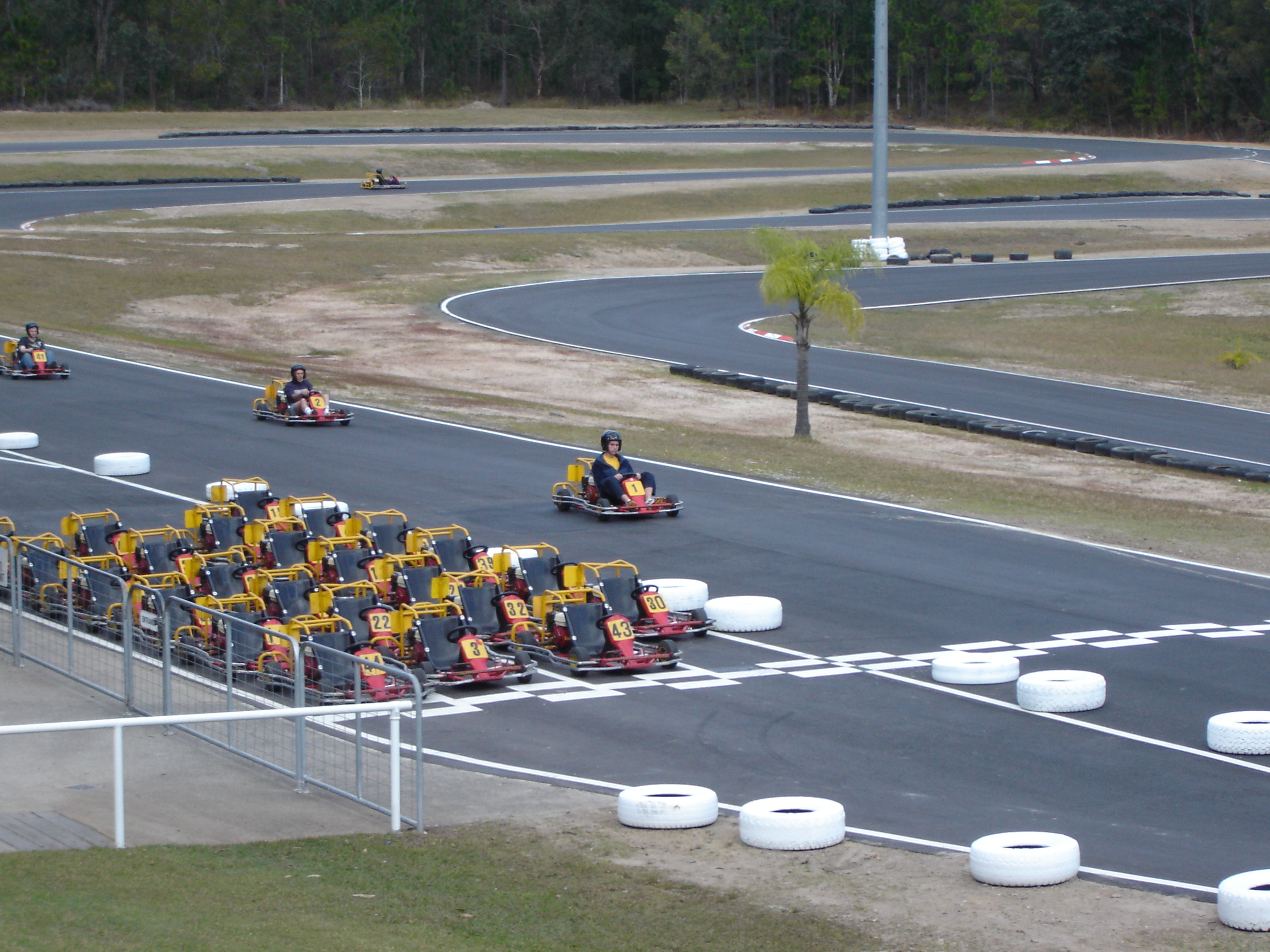
카트 경주

카트 경주(kart racing, karting)는 많은 경주용 자동차 운전자들의 입문 코스이지만, 자동차 경주 스포츠를 즐길 수 있는 가장 경제적인 경주이기도 하다. 미하엘 슈마허나 랄프 슈마허와 같은 최고의 포뮬라 원 운전자들도 8살을 전후해 카트 경주를 시작했다. 이들 중에는 심지어 3살 때 카트 운전 시험을 치른 이들도 있었다. 과거의 유명한 자동차 경주 대회 우승자들 중에도 지금은 카트 자동차에 올라 탄 이들도 있다. 웨인 레이니(Wayne Rainey)는 자동차 경주 사고로 인해 신체 장애를 입었지만, 지금은 카트 자동차로 경주를 계속 하고 있다.
카트 자동차는 일반 자동차와는 많이 다르다. 작은 차체와 휠을 가지고 있지만, 매우 가볍게 만들어진 엔진으로 빠른 속도를 자랑한다. 경주로 역시 작은 규모로 되어 있지만, 이 때문에 관람객들의 접근성이 용이하다는 장점이 있다.

### 이외의 자동차 경주
- 언덕 등판 경주
- 드리프트 주행 경주
- 일반 도로 경주

## 깃발의 용도
자동차 경주에 있어서 깃발은 경주의 일반 상황이나 경주 참가자들에게 신호를 보내기 위해 사용된다. 사용되는 깃발 종류는 과거부터 지금까지 지속적으로 변천해 왔지만, 경주 시작을 알려는 녹색기처럼 오늘날까지도 변하지 않고 사용되는 깃발들이 있다.

## 같이 보기
- 드리프트 주행
- 랠리크로스